# 毛利組
毛利組（もうりぐみ）は、大阪府吹田市に本部を置く暴力団で、神戸山口組の二次団体。

## 略歴

### 初代
- 1998年10月、岸本組副組長毛利組組長毛利善長は、五代目山口組に昇格した。
- 2005年08月、六代目山口組に参画して、六代目山口組幹部に就任した。
- 2015年08月26日、六代目山口組を離脱した。
- 2015年08月27日、共に離脱した13団体と神戸山口組を結成して、神戸山口組本部長に就任した。

## 当代
- 組長：毛利善長（神戸山口組本部長／六代目山口組幹部／五代目山口組若中／岸本組副組長）

## 構成
- 組長 - 毛利善長
- 副組長 - 安東　哲（神戸山口組幹事安東組組長）
- 副組長 - 上村慎吾（上村組組長）
- 若頭 - 山川五郎（龍善会会長）
- 本部長 - 後藤澄雅
- 舎弟頭 - 桑山壮司（二代目盛政組組長）
- 若頭補佐 - 山崎哲男
- 若頭補佐 - 原　一夫
- 幹部兼組長付 - 栗原央至
- 幹部 - 森本伸也
- 若中 - 神田　健（神田組組長）
- 若中 - 内川五郎（内川組組長）
- 若中 - 石橋　淳（義勇会会長）